# Жерар Тен
Блаженный Жерар, или Пьер-Жерар де Мартиг (фр. Pierre-Gérard de Martigues, примерно 1040 — 3 сентября 1120), известный также под именами Тен (фр. Tum), Тюн (фр. Tune), Тэнк (фр. Tenque), Тонк (фр. Tonque) и Том (фр. Thom), латинизированное имя — Герард (лат.  Gerard) — основатель ордена госпитальеров.
По происхождению — француз.
Родился в Амальфи примерно в 1040 году. Местом его рождения также нередко указывается Мартиг в Провансе, графство Эно и другие места.
До принятия монашества был солдатом или торговцем. Прибыл в Иерусалим с коммерческой целью, но здесь отрекся от мира и сделался настоятелем госпиталя для христианских пилигримов. Его кротость, смирение, доброта и ревность к вере снискали ему уважение сарацин. Во время 1-го крестового похода был уличен в сношениях с крестоносцами и подвергнут заключению, откуда его освободил Готфрид Бульонский, вернувший ему прежнее положение.
Стал основателем убежищ (госпиталей) для паломников (одного для мужчин и одного для женщин) в Иерусалиме во времена Первого крестового похода, не позднее 1100 года. Устав братства, которое занималось паломниками, был утверждён папой Римским Пасхалием II в 1113 году, что стало основой для образования ордена госпитальеров, и подтверждён затем папой Римским Каликстом II незадолго до смерти Жерара в 1120 году.